# Gunter Péus
Gunter Péus (* 21. Mai 1931 in Hannover; † 23. Juni 2022) war ein deutscher Fernsehjournalist, Auslandskorrespondent und Kunstsammler.

## Leben
Gunter Péus ging nach Abitur in Alfeld (Leine) zunächst ins Volontariat bei der Norddeutschen Zeitung (West). Péus studierte in Hannover, Hamburg und zuletzt in Philadelphia neuere Geschichte, Soziologie und Staatsrecht. Ab 1969 war Péus für 14 Jahre Auslandskorrespondent des ZDF südlich der Sahara. Er war der erste Korrespondent für das ZDF in dieser Region. G. Péus war außerdem fünf Jahre lang Leiter des ZDF-Landesstudios Hamburg.
In seiner Studienzeit in Hamburg war er AStA-Vorsitzender.
Péus war verheiratet und hatte eine Tochter und einen Sohn.

## Sammlung Péus
Die Sammlung Péus gehört mit über tausend Objekten weltweit zu den bedeutendsten Sammlungen moderner afrikanischer Kunst und wurde bereits an verschiedenen Orten in Sonderausstellungen gezeigt. Abgedeckt wird das Spektrum regionaler Kunst der zweiten Hälfte des 20. Jahrhunderts aus zahlreichen afrikanischen Ländern. Aufsehen erregte 2010 der Start der Wanderausstellung „Habari Afrika!“ zusammen mit der Sammlung Reinhard Klimmt in der Kunsthalle Dominikanerkirche in Osnabrück. Der von der Zeitschrift Focus geäußerte Vorwurf, es handelte sich bei den Werken aus der Sammlung Reinhard Klimmt (nicht Péus' Anm.) um Kopien und Fälschungen, konnte nicht bestätigt werden.

## Auszeichnungen
- Sonderpreis des Stifterverbands des Deutschen Wissenschaft beim Adolf-Grimme-Preis (1970)[4]
- Bundesverdienstkreuz 1. Klasse (2000)